# 아르투어 슈니츨러
아르투어 슈니츨러(Arthur Schnitzler, 1862년 5월 15일 ~ 1931년 10월 21일)는 오스트리아의 소설가, 극작가이자 의사이다. 그는 빈 모더니즘에 있어 가장 중요한 작가 중 한명으로 평가된다.

## 생애
아르투어 슈니츨러는 당시 오스트리아 제국의 수도였던 빈의 레오폴트슈타트, 프라터슈트라세 16번지에서 유명한 후두전문의 요한 슈니츨러 (1835~1893) 와 빈의 의사였던 필리프 마르크브라이터의 딸, 루이제 마르크브라이터 (1838~1911)의 4명의 자식들 중 장남으로 태어났다. 그의 부모는 모두 유대계였다.
1871년부터 1879년까지 그는 왕립 학술 김나지움 (독일어명: Akademisches Gymnasium)에 다녔으며 1879년 7월 8일 우등으로 졸업한다. 그 후 슈니츨러는 빈 대학에서 의학 공부를 시작했고, 1885년 5월 30일 의학 박사 학위 (Dr. med.)를 받았다. 그의 남동생 율리우스 슈니츨러도 의사가 되었다.
아르투어 슈니츨러는 시와 단편소설 창작 활동을 일찍 시작했다. 1880년에 잡지 <자유신문> (독일어명: Der freie Landbote)에 기재한 발레리나의 연가 (독일어명: Liebeslied der Ballerine) 로 등단했으며 <파란 도나우> (독일어명: Blaue Donau), <근대 문학> (독일어명: Moderne Dichtung), <프랑크푸르터 차이퉁> (독일어명: Frankfurter Zeitung), <자유 극장> (독일어명: Freie Bühne) 등에도 시와 단편을 개재했다.
그는 비엔나 종합 병원 (독일어명: Allgemeines Krankenhaus der Stadt Wien)에서 일하고 1893년에는 자신의 병원을 개업했으나, 생의 대부분을 작가로 활동했다.
1903년 8월 26일 슈니츨러는 유태계 중산층 출신인 21살의 가수이자 배우인 올가 구스만 (1882~1970) 과 결혼했다. 결혼 하기도 전인 1902년 8월 2일에 하인리히 (1902~1982) 라는 아들을 낳았다. 1909년 부부는 릴리라는 딸을 낳는다. 그녀는 1928년에 자살한다. 두 부부는 1921년 별거했다.
슈니츨러는 1931년 10월 21일 빈에서 뇌출혈로 사망했다. 그는 1931년 10월 23일에 빈 중앙 묘지 (독일어명: Wiener Zentralfriedhof)의 구 유태인 구역 1번 문 (독일어명: Alten Israelitischen Abteilung)에다 매장되었다.
1938년, 오스트리아 병합으로 인해 그의 아들 하인리히는 미국으로 망명가고, 1959년에서야 오스트리아로 돌아왔다. 하인리히는 1944년 캘리포니아 버클리에서 태어난 음악가이자 환경운동가인 마이클 슈니츨러의 아버지이다.

## 작품
그는 도시 사람들의 슬프고 어두운 사랑 이야기를 세련된 문체로 나타냈다. 특히 빈 시민의 감정과 향락의 세계를 날카롭게 그려, 가장 빈(Wien) 적인 극작가로서 시민의 사랑을 받았다.
작품 활동 초기에는 주로 희곡을 집필했으며, 후고 폰 호프만슈탈(Hugo von Hofmannsthal, 1874∼1929)과 친구였고, 스스로 자신의 “정신적 도플갱어”라고 칭했던 프로이트의 정신분석학적 기법을 많이 사용했다.
그는 오랫동안 도나우 왕정의 퇴폐를 묘사하는 작가로 낙인 찍혔으며 모든 작품에서 당시 빈의 세기말적 분위기를 묘사하고 있어서 풍속 묘사가로, 그의 문학은 오락 문학으로 평가되기도 한다. 슈니츨러의 문학에 대한 이러한 평가절하는 무대를 사회비판의 장으로 바꾸어놓기는 하지만 구체적으로 사회변혁을 추구하고 있지는 않다는 인식 때문이다.
1914년까지 슈니츨러의 희곡은 오토 브람(Otto Brahm)의 연출로 빈 부르크테아터뿐만 아니라 베를린극장에서도 가장 많이 상연된 작품에 속한다. 슈니츨러는 1931년 사망할 때까지 멸망한 사회의 연대기 작가로 평가받았는데 이는 그가 뒤늦게 단편소설 쪽으로 방향을 돌렸기 때문이다.
1960년경에야 비로소 연극 감독인 아들 하인리히 슈니츨러의 활약으로 슈니츨러의 르네상스가 시작되었다. 슈니츨러는 사회전통의 압박, 소외, 고독, 자유와 헌신, 거짓과 실제에 대한 갈등을 예리하게 분석하는 작가로 평가되었으며 체호프처럼 위대한 인간묘사가의 한 사람으로 인식되었다.
그의 작품도 마치 진찰실의 의사처럼 냉정한 필치가 느껴진다. 대표작 <아나톨>은 1893년에 쓰여졌다. 무책임하고 경박한 멋장이 사내들의 에피소드집이라는 형식의 작품이다.
2년 후에는 더욱 어두운 분위기를 지니는 <연애의 참맛>이 쓰여졌다. 하층계급의 딸이, 장난으로 연애를 하고 있던 귀족 사내가 다른 여자 때문에 결투로 죽은 것을 알자 비관하여 자살한다는 줄거리이다.
슈니츨러의 특징은 경묘하고 감각적인 작품 가운데에서 성(性)의 문제를 뚜렷이 통찰하고 있다는 점이라 하겠으나, 또 한편으로는 <초록 앵무새>(1899)처럼 진실과 허구(虛構)의 문제를 다룬 작품 <베른하르디 박사(Professor Bernhardi)>(1912)처럼 빈의 병원에서 일어난 반(反) 유태 사건을 다룬 작품도 있다.
그 밖의 희곡으로 ＜윤무(Reigen)＞, ＜광활한 땅(Das weite Land)＞ 등을 들 수 있다. 만년에는 희곡보다 소설을 썼으며, 대표적인 단편소설로 ＜구스틀 소위(Leutnant Gustl)＞, ＜엘제 양(Fräulein Else)＞, ＜야외로 가는 길(Der Weg ins Freie)＞ 등이 있다.

## 작품 목록
한국어역이 있는 것들만 소개
- Anatol 아나톨 (희곡)(1893)
- Freiwild 마지막 도박(1896)
- Die Toten schweigen 죽은 자는 말이 없다 / 사랑의 묘약 (1897)
- Der grüne Kakadu 초록 앵무새 (1899)
- Reigen 윤무 (1900)
- Casanovas Heimfahrt 카사노바의 귀향(1918)
- Traumnovelle 꿈의 노벨레 (1926)
- Therese 테레제, 어느 여인의 일대기 (1928)
- Fräulein Else 엘제 양